# Arichanna cuneata
Arichanna cuneata är en fjärilsart som beskrevs av Inoue 1956. Arichanna cuneata ingår i släktet Arichanna och familjen mätare. Inga underarter finns listade i Catalogue of Life.